# Popol Vuh (groupe)
Pour les articles homonymes, voir Popol Vuh (homonymie).
Popol Vuh est un groupe de musique allemand formé en 1969 autour de Florian Fricke (1944-2001). Il est connu pour ses musiques de film pour le réalisateur Werner Herzog.

## Historique
Popol Vuh explore le style de la musique planante et sort son premier album, Affenstunde, en 1970. Dès 1972, il commence à travailler avec le réalisateur Werner Herzog et crée la bande originale de Aguirre, la colère de Dieu (Aguirre, der Zorn Gottes). La collaboration continue jusqu'en 1999. Au fil des ans, le groupe produit de nombreux albums et réalise la bande son de plusieurs films puis s'arrête en 2001 à la mort de Florian Fricke.

## Filmographie
- 1972 : Aguirre, la colère de Dieu (Aguirre, der Zorn Gottes)
- 1974 : La Grande Extase du sculpteur sur bois Steiner (Die große Ekstase des Bildschnitzers Steiner)
- 1976 : Cœur de verre (Herz aus Glas)
- 1979 : Nosferatu, fantôme de la nuit (Nosferatu: Phantom der Nacht)
- 1982 : Fitzcarraldo
- 1985 : Gasherbrum, la montagne lumineuse (Gasherbrum - Der leuchtende Berg) (TV)
- 1987 : Cobra Verde
- 1990 : Al Gatun
- 1991 : Il Gioco delle ombre
- 1999 : Ennemis intimes (Mein liebster Feind - Klaus Kinski)
- 2005 : Parallel 42 (*)
- 2006 : À propos de America (*)
- 2007 : Severed Ways (*)

(*) : Films où on peut entendre des extraits de musique de Popol Vuh

## Albums
- 1970 : Affenstunde
- 1971 : In Den Gärten Pharaos
- 1972 : Hosianna Mantra
- 1973 : Seligpreisung
- 1974 : Einsjager & Siebenjager
- 1975 : Das Hohelied Salomos
- 1975 : Aguirre
- 1976 : Letzte Tage - Letzte Nächte
- 1976 : Yoga
- 1977 : Herz aus Glas (Cœur de verre)
- 1978 : Nosferatu
- 1978 : Brüder Des Schattens - Söhne Des Lichts
- 1979 : Die Nacht Der Seele
- 1981 : Sei Still, Wisse Ich Bin
- 1981 : Tantric Songs
- 1982 : Fitzcarraldo
- 1984 : Agape-agape Love-love
- 1985 : Spirit Of Peace
- 1987 : Cobra Verde
- 1988 : Gesang Der Gesänge
- 1991 : For You And Me
- 1991 : Florian Fricke
- 1993 : Sing For Song Drives Away The Wolves
- 1995 : City Raga
- 1997 : Shepherd's Symphony
- 1998 : Nicht Hoch Im Himmel
- 1999 : Messa Di Orfeo